# Crkva sv. Duha u Visu
Crkva sv. Duha je katolička crkva u gradu Visu.

## Opis
Crkva sv. Duha izgrađena je na Maloj Bandi u Visu na prijelazu iz 17.u 18.st. u stilu provincijalnog baroka. Jednobrodna je s četverokutnom apsidom, a glavnim pročeljem nad kojim je zvonik u obliku preslice okrenuta je prema zapadu. U unutrašnjosti se nalaze drveni i mramorni oltari iz doba baroka sa slikama mletačkih slikara 17. i 18.st., od kojih se ističe velika oltarna pala "Bogorodica sa svecima" slikara Nikole Grassia iz 18. stoljeća.

## Zaštita
Pod oznakom Z-5317 zavedena je kao nepokretno kulturno dobro - pojedinačno, pravna statusa zaštićena kulturnog dobra, klasificirano kao "sakralna graditeljska baština".

## Vanjske poveznice
|  | Zajednički poslužitelj ima još gradiva o temi Crkva sv. Duha u Visu |